# Фідени
Фідени (лат. Fidēnae) — стародавнє місто на лівому березі Тибру на північний схід від Рима. Попри те, що ця земля вважалася сабінською, засновниками поселення вважали етрусків, до яких лише згодом додалися сабіни та латини.
За легендами місто було об'єктом постійних нападів римлян — ще за часів Ромула і Тулла Гостілія, і врешті-решт змушене було укласти з ними союз. Скориставшись цим Тарквіній Гордий, якого вигнали з Рима, намагався перетворити Фідени на свою базу для боротьби за повернення собі трону, але без особливого успіху.
У 504 до н. е. римляни взяли місто в облогу і домоглися розміщення у ньому свого гарнізону.
У 438 до н. е. Фідени перейшли на бік супротивників Риму — Вей, спричинивши цим початок Фіденської війни. У 435 до н. е. римляни здобули місто штурмом і спалили, остаточно приєднавши його землі до своєї держави.
За доби імператора Тиберія у Фіденах відбулася сумнозвісна катастрофа — розвалився збудований нашвидкоруч дерев'яний театр, внаслідок чого загинуло 20 тисяч людей. Це змусило сенат запровадити попередню інспекцію і «сертифікацію» новобудов.